# Marija Stojanova
Marija Stojanova (nacida el 19 de julio de 1947 en Bulgaria) es una exjugadora de baloncesto búlgara. Consiguió 3 medallas en competiciones oficiales con Bulgaria.